# Књижевни магазин
Књижевни магазин ја часопис који Српско књижевно друштво издаје од свог оснивања, 2001. године. Осим књижевних тема, објављује и текстове и информације из осталих уметничких дисциплина. Часопис суфинансира Министарство културе и информисања Републике Србије.
Часопис излази месечно, а од 2011. године, уз неколико старијих бројева (од 2008) часопис се може читати и у електронској верзији.

## Концепција часописа
Књижевни магазин излази месечно, али због финансијских проблема најчешће 2-4 пута годишње, као двоброј, троброј или се чак шест бројева објављује у једном издању, какав је случај био 2018. године. У часопису се, поред књижевних текстова у ужем смислу (проза, поезија, есеј, књижевна критика) читаоцима нуде и информације из текућег књижевног живота, као и текстови и информације из осталих уметничких дисциплина.